# Верево (селище при залізничній станції)
Верево (рос. Верево) — селище залізничної станції у Гатчинському районі Ленінградської області Російської Федерації.
Населення становить 124 особи. Належить до муніципального утворення Веревське сільське поселення.

## Географія
Населений пункт розташований на південній околиці міста Санкт-Петербурга.

## Історія
Згідно із законом від 16 грудня 2004 року № 113—оз належить до муніципального утворення Веревське сільське поселення.

## Населення
| 1997 | 2006 | 2007 | 2010 | 2017 |
| ---- | ---- | ---- | ---- | ---- |
| 124  | ↘112 | ↗114 | ↗161 | ↘124 |